# Helioctamenus espanoli
Helioctamenus espanoli is een keversoort uit de familie somberkevers (Zopheridae). De wetenschappelijke naam van de soort werd in 1950 gepubliceerd door Antonio Cobos Sánchez.